# Karin Ruckstuhl
Karin Nathalie Ruckstuhl (2 novembre 1980) è un'ex multiplista olandese.

## Palmarès
| Anno | Manifestazione   | Sede       | Evento         | Risultato | Prestazione | Note             |
| ---- | ---------------- | ---------- | -------------- | --------- | ----------- | ---------------- |
| 2001 | Europei under 23 | Amsterdam  | Eptathlon      | 13ª       | 5582 p.     |                  |
| 2001 | Universiadi      | Pechino    | Eptathlon      | 7ª        | 5664 p.     |                  |
| 2002 | Europei          | Monaco     | Eptathlon      | 13ª       | 5858 p.     |                  |
| 2004 | Mondiali indoor  | Budapest   | Pentathlon     | 4ª        | 4640 p.     | Record nazionale |
| 2004 | Giochi olimpici  | Atene      | Eptathlon      | 16ª       | 6108 p.     | Record nazionale |
| 2005 | Europei indoor   | Madrid     | Pentathlon     | 4ª        | 4605 p.     |                  |
| 2005 | Mondiali         | Helsinki   | Eptathlon      | 6ª        | 6174 p.     |                  |
| 2006 | Mondiali indoor  | Mosca      | Pentathlon     | Argento   | 4607 p.     |                  |
| 2006 | Europei          | Göteborg   | Salto in lungo | 19ª       | 6,29 m      |                  |
| 2006 | Europei          | Göteborg   | Eptathlon      | Argento   | 6423 p.     | Record nazionale |
| 2007 | Europei indoor   | Birmingham | Pentathlon     | Bronzo    | 4801 p.     | Record nazionale |
| 2007 | Mondiali         | Osaka      | Eptathlon      | dnf       | dnf         |                  |